# Angier March Perkins
Angier March Perkins, FRSA (* 1799 in Newburyport, Massachusetts; † 22. April 1881 in Hampstead (London)) war Maschinenbauingenieur und Erfinder im Bereich der Dampftechnik.

## Leben und Werk

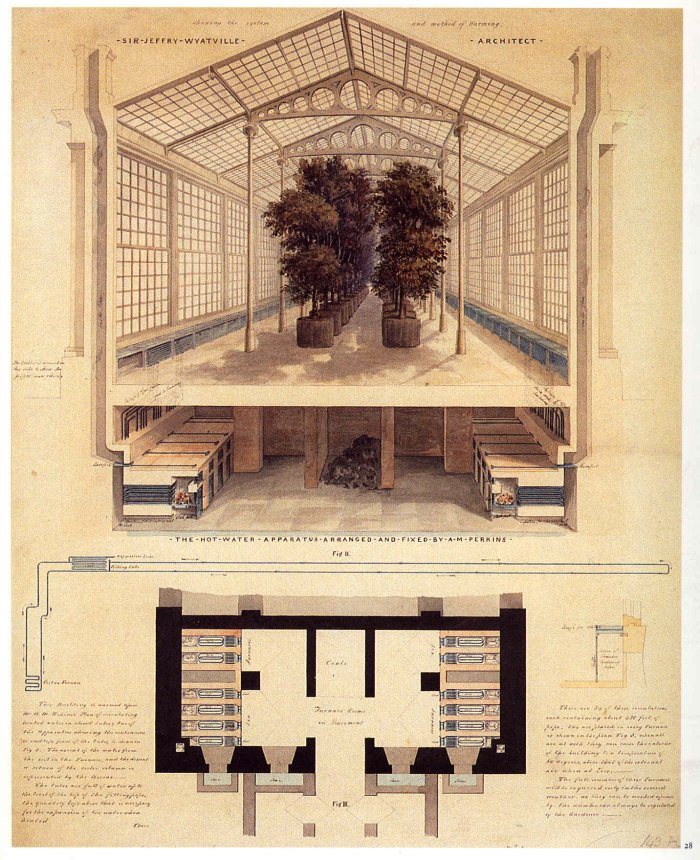
Heizungsanlage in den Royal Botanic Gardens (Kew) um 1836

Angier March Perkins wurde als zweiter Sohn von Jacob Perkins geboren, einem bekannten Maschinenbauingenieur und Erfinder. Er lebte zunächst in Boston und New York. Im Jahr 1814 zog die Familie nach Philadelphia. Im Jahr 1821 folgte er mit der Familie dem Vater nach London, wo man in der 69 Fleet Street lebte. Gemeinsam mit seinem Vater leistete er Entwicklungsarbeit bei der Banknotenherstellung und dem Umgang mit Hochdruckdampf. Er übernahm und verbesserte einige Entwicklungen seines Vaters für Zentralheizungen, trat aus dem väterlichen Betrieb aus und begründete 1830 ein eigenes Geschäft als Heizungs- und Dampfingenieur in der Londoner Harpur Street. Im Jahr 1832 entwickelte er basierend auf Experimenten seines Vaters ein Heizgerät, in dem 200 °C heißes Wasser durch dünne Rohre geführt wurde. Ursprünglich wurden dafür überzählige Flintenläufe verwendet. 
Im Jahr 1831 heiratete er Julia Georgina Brown († 1850 in Hendon, Middlesex) in der St. George the Martyr Church in Queens Square, Bloomsbury. Im Jahr 1835 übernahm er die väterlichen Geschäfte.
Angier March Perkins gelangen wesentliche technische Fortschritte im Bereich von Dampfdruckeinrichtungen, insbesondere im Bereich der Zentralheizungen, von denen er zahlreiche in Großbritannien installierte, darunter in der Bank of England, dem Elefantenhaus im Zoologischen Garten im Regent’s Park, Gewächshäuser in den Royal Botanic Gardens (Kew) und in Kirchen. Einzelne dieser Heizungen werden bis heute (Stand 2010) betrieben.
Perkins gelang es auch, das Prinzip des Wärmetransports durch Wasser in einem geschlossenen Röhrensystem für andere Anwendungen nutzbar zu machen. Einen Fortschritt stellte die Beheizung von Backofen mit Röhren dar, in denen Wasserdampf erhitzt und bis zu einem Druck von über 130 bar gehalten wurde. Anlass für diese Entwicklung war die Einrichtung einer neuen Bäckerei in der Nachbarschaft, die Perkins mit Installationsarbeiten beauftragt hatte. Backöfen wurden ein wichtiges Geschäftsfeld der Firma Baker Perkins, die bis heute in diesem Bereich tätig ist. Die Vermarktung erwies sich allerdings zunächst als schleppend, die Backöfen wurden überwiegend vom Militär genutzt.
1853 gründete er zusammen mit dem Architekten J. L. Bacon in London die Firma Bacon & Perkins.
Eine weitere Anwendung zur Papierherstellung aus Zellstoff mittels hohem Druck und bei hohen Temperaturen wurde nach einer großen Explosion im Jahr 1873, bei der Anlage und Einrichtung zerstört wurden, eingestellt.
Nach seinem Tod im Jahr 1881 übernahm sein Sohn Loftus Perkins die Geschäfte.
Angier March Perkins war Inhaber von etwa 14 Patenten.

## Ämter und Ehrungen
- Associate of the Institution of Civil Engineers, 11. Mai 1840
- Fellow of the Royal Society of Arts, 1849